# ذيل صليبي

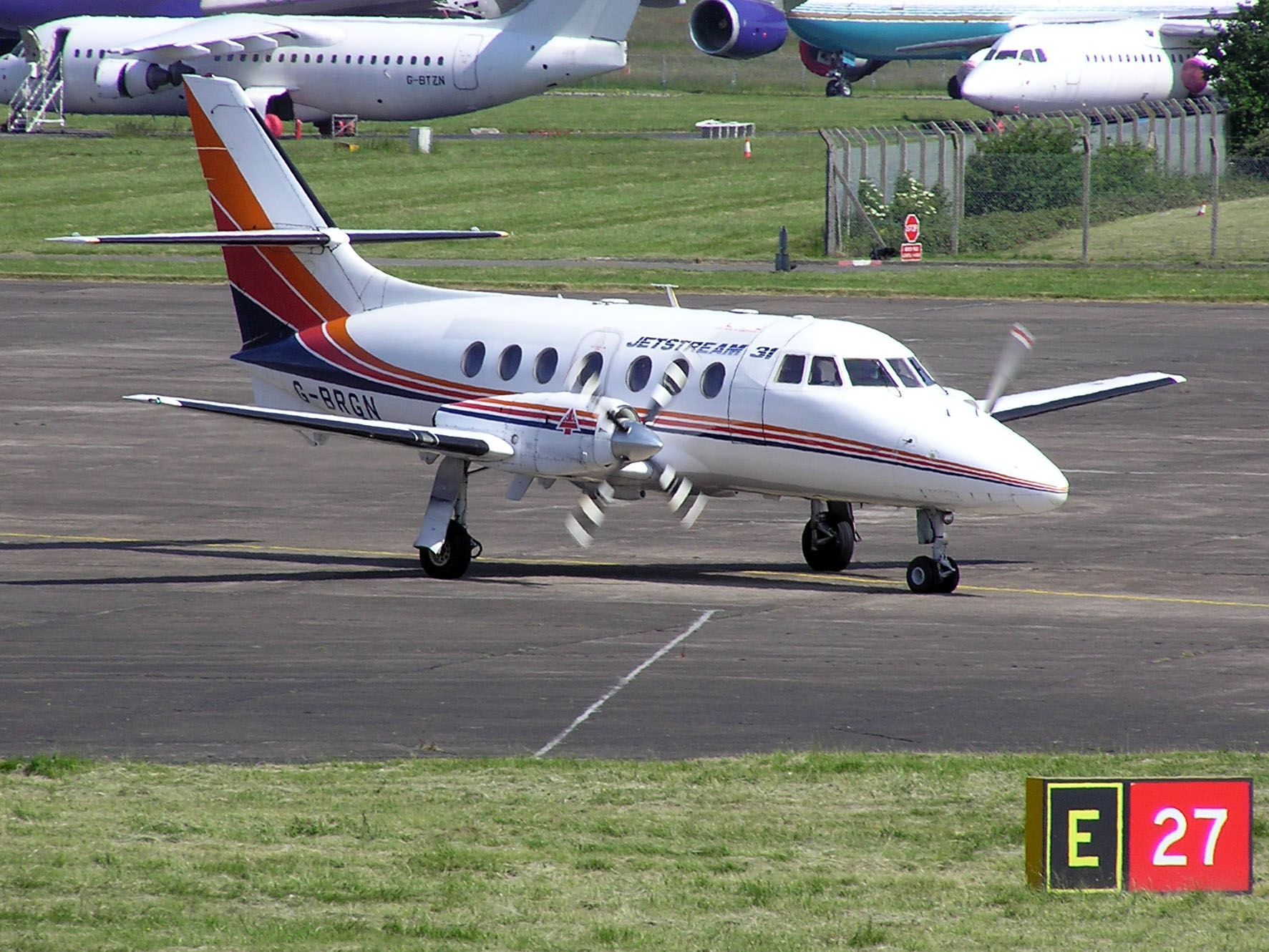
بريتش ايروسبيس جت ستريم 31 مع ذيل صليبي

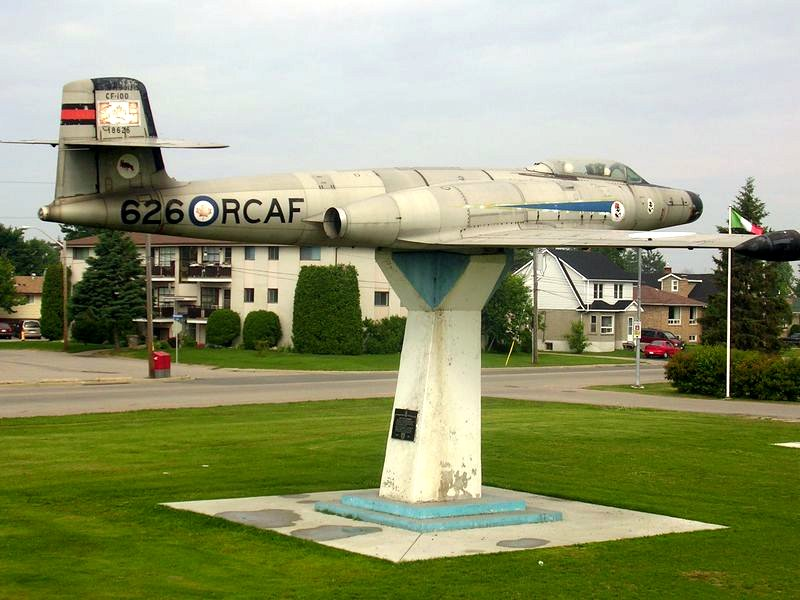
تظهرأفرو كندا سي إف-100 كانوك ذيلها ذات التصميم الصليبي

الذيل الصليبي (cruciform tail) هو تكوين ذيل الطائرة الذي يبدو، عند النظر إليه من مقدمة الطائرة أو خلفه، وكأنه صليب. الترتيب المعتاد هو جعل المثبت الأفقي يتقاطع مع الذيل العمودي في مكان ما بالقرب من الوسط وفوق الجزء العلوي من جسم الطائرة. غالبًا ما يتم استخدام التصميم لتحديد موقع المثبت الأفقي بعيدًا عن عادم النفاث والمروحة ودوامات طرف الجناح، بالإضافة إلى توفير تدفق هواء غير مضطرب إلى الدفة.
تشمل الأمثلة البارزة للطائرات ذات الذيل الصليبي، أفرو كندا سي إف-100 كانوك، و بريتش ايروسبيس جت ستريم 31، و فيرتشايلد سويارينغن ميترولاينر، و روكويل بي-1 لانسر.